# Francesco Sacchini
Francesco Sacchini (Paciano, 10 novembre 1570 – Roma, 16 dicembre 1625) è stato un gesuita, storico e umanista italiano.

## Biografia
Entrò nel noviziato dei gesuiti a Roma l'8 ottobre 1588 e finiti gli studi filosofici e teologici, fu destinato a insegnare retorica prima in Firenze poi al Collegio Romano. Nel 1606, morto Niccolò Orlandini, ebbe l'ufficio di storico del suo ordine che tenne sino alla morte, con l'aggiunta della carica di primo segretario.
Paziente nella ricerca delle fonti, acuto nel vagliarle, Sacchini, dopo avere esordito pubblicando il I vol. della Historia Societatis Jesu (1614) scritto dall'Orlandini, ma bisognoso ancora delle ultime cure, continuò in venti anni di lavoro l'opera iniziata dal predecessore, stendendo quattro tomi che comprendono la storia gesuitica dal 1556 al 1590. La quinta e ultima parte (generalato dell'Acquaviva), interrotta dalla morte, fu condotta a termine dal Pierre Poussines. Sacchini, che sente vivissimo il rispetto alla verità storica, rifugge dagli accomodamenti ad usum Delphini; si dimostra mirabilmente esatto nella cronologia e nei più minuti particolari, suole risalire dagli effetti alle cause ricercandole nei documenti e illustrandole.
Del Sacchini abbiamo anche una pregevole Vita divi Paulini Episcopi Nolani, inserita dipoi negli Acta Sanctorum e parecchi opuscoli didattici, come il De ratione libros cum profectu legendi, il Protrepticon ad magistros scholarum inferiorum Societatis Iesu, ecc.